# Denim
Denim je obchodní název pro pevnou a trvanlivou bavlněnou tkaninu v keprové vazbě, ze které se šijí jeansové oděvy.

„Klasický“ blue denim se tká v třívazném kepru z modré, indigem obarvené osnovy a z režněbílého útku, takže na povrchu tkaniny převládá modrá barva (viz snímek vpravo). Z původní tkaniny na kalhoty byla zejména ve druhé polovině 20. století odvozena řada variant v použití (košile, sukně, bundy, zimní oděvy, kabelky atd.), různém materiálovém složení, barvách (zelený, černý denim), úpravách (vybledlý, odíraný atd.).

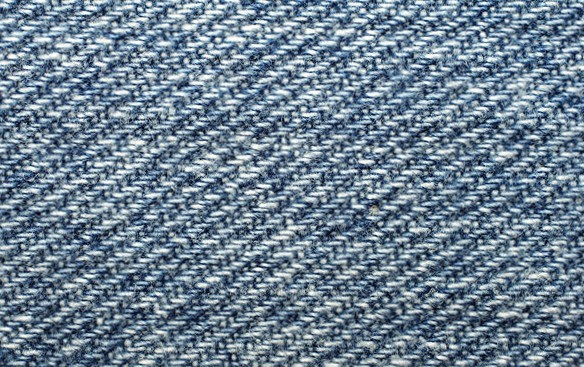
„Klasický“ denim (cca pětinásobně zvětšený)

## Z historie denimu
Modrý pracovní oděv z tkanin podobných denimu nosili námořníci v italském Janově už v 17. století (ze zkomoleného francouzského Jannes vzniklo asi o 200 let později slovo jeans). V polovině 19. století začal Levi Strauss v USA prodávat pracovní oděvy z bavlněného serže dováženého z francouzského Nîmes. Ze slovního spojení Serge de Nimes (vyslovované serž deNim, tedy serž z Nimes) pak vzniklo pro tuto tkaninu označení denim. Výrobky měly na trhu velký úspěch, jejich provedení bylo v roce 1873 zčásti patentováno (upevnění kapes nýty podle US patentu č. 139121) a brzy podle tohoto vzoru začalo šít pracovní oděvy (pro zlatokopy, kovboje apod.) několik dalších výrobců. Asi od 30. let 20. století byl denim známý i v Evropě, v 50. letech si oblíbila část mládeže jeansy jako znamení odporu proti konzervativní společnosti. V 60. letech začali nosit kalhoty z denimu i dospělí a asi o 20 let později přišly už stovky výrobců s nejrůznějšími variantami a imitacemi jeansů.
V české odborné literatuře se až do roku 1989 označení denim nepoužívalo (viz např. Pospíšil aj.) a jeansy se v češtině nazývaly (asi od 60. let) texasky a později rifle (slovo rifle zdomácnělo zejména v moravských nářečích). 
V roce 2017 dosáhla celosvětová výroba denimu asi 7 miliard m2, v roce 2020 se počítalo s výnosem 19 miliard USD a výnos z prodeje hotových oděvů z denimu (z 80 % kalhoty) se odhadoval na 56 miliard USD.

## Výroba denimu

### Surovina
Ke tkaní denimu se používá hlavně jednoduchá příze z mykané bavlny, výjimečně také skaná. Známé jsou rovněž směsi polyesteru, viskózy, i bavlněných výčesků s bavlnou spřádané jako prstencové, rotorové nebo jádrové příze (opřádané elastické filamenty).

### Příprava ke tkaní
Odlišně od přípravy materiálu v běžných tkalcovnách probíhá snování a barvení osnovních nití zpracovaných na denim. Na začátku 21. století se používají tři různé technologie:
- Polokontinuální barvení a šlichtování „za široka“ (Slasher-Dyeing-Process)

Nitě z 8-24 snovacích válů probíhají společně v šířce do 1800 mm řadou komor barvicího stroje, kde se materiál v 5–7 cyklech namáčí (asi na 14 sekund) do barviva a oxiduje (asi 60 sekund). Po následujícím šlichtování je osnova připravena ke tkaní.
Zařízení je vhodné pro barvení přízí v jemnosti do 15 tex, roční výrobní kapacita se udává s max. 11 milionů metrů
- Diskontinuální zpracování

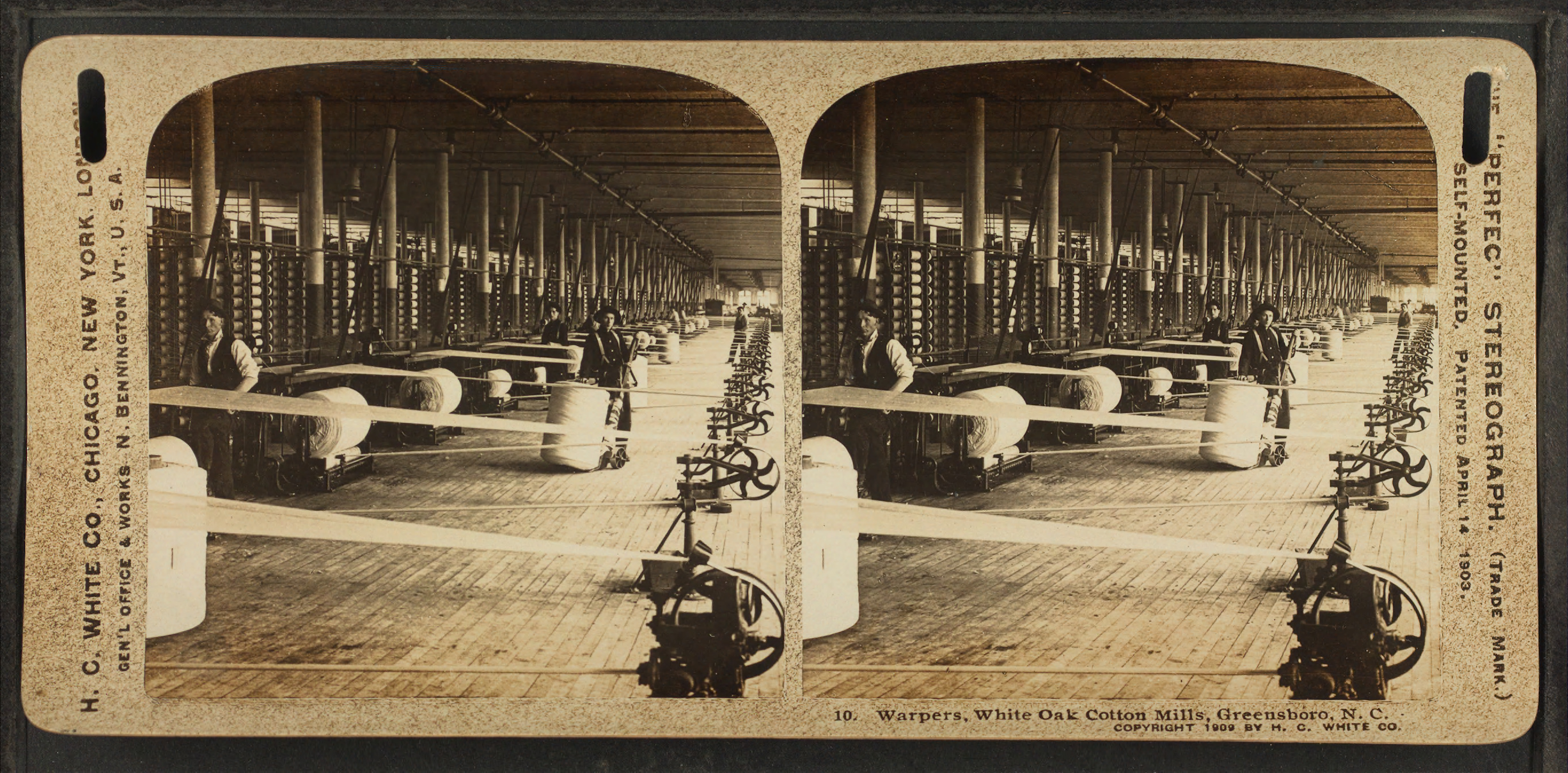
Snování provazců k barvení osnovy indigem (USA v roce 1903)

tj. barvení „v provazci“ (Rope-Dyeing-Process) s následujícím šlichtováním.
Z cca 300–500 nití se snová provazec, který se navíjí na válec (viz snímek vpravo uprostřed). 12–36 válců se předkládá barvicímu stroji pracujícím na podobném principu jako Slasher Dyeing (s opakovaným namáčením cca 21 sekund). Obarvené niti se suší a jednotlivé provazce svinují do konví, odtud se pak navinou na osnovní vál a osnovy z 8–24 válů se druží jako předloha pro šlichtovací stroj.
Výrobní postup se používá pro hrubší příze (průměrně 25 tex), roční kapacita zařízení může dosáhnout 34 milionů metrů.
- Barvení osnov „ve smyčce“ (Loop-Dyeing-Process)

je známé teprve od poslední dekády 20. století (zatímco barvení v provazci se používalo už o 100 let dříve). Barvicí stroj sestává jen z jedné komory, kterou materiál opakovaně, ve smyčkách, prochází. Výkon zařízení je srovnatelný se Slasher Dyeing, barvení ve smyčce má být levnější než obě předcházející technologie. Do roku 2011 bylo ve světě instalováno asi 30 agregátů.

### Tkaní
Ke tkaní denimu se mohou použít prakticky všechny druhy tkacích strojů za předpokladu, že se dají přizpůsobit ke druhu produktu. Požadavky na tkací techniku jsou závislé zejména na plošné hmotnosti denimu běžně udávané v oz/yd2 (unce/čtvereční yard) .
Hmotnost, tedy váha v přepočtu na g/m2 se u denimu pohybuje od 140 g/m2 (košilovina) do 850 g/m2 (extrémně těžké kalhoty).
Standardní výkon na začátku 21. století byl např. pro zboží 14,5 oz/yd2 na pneumatickém tkacím stroji 50 m2/hod.

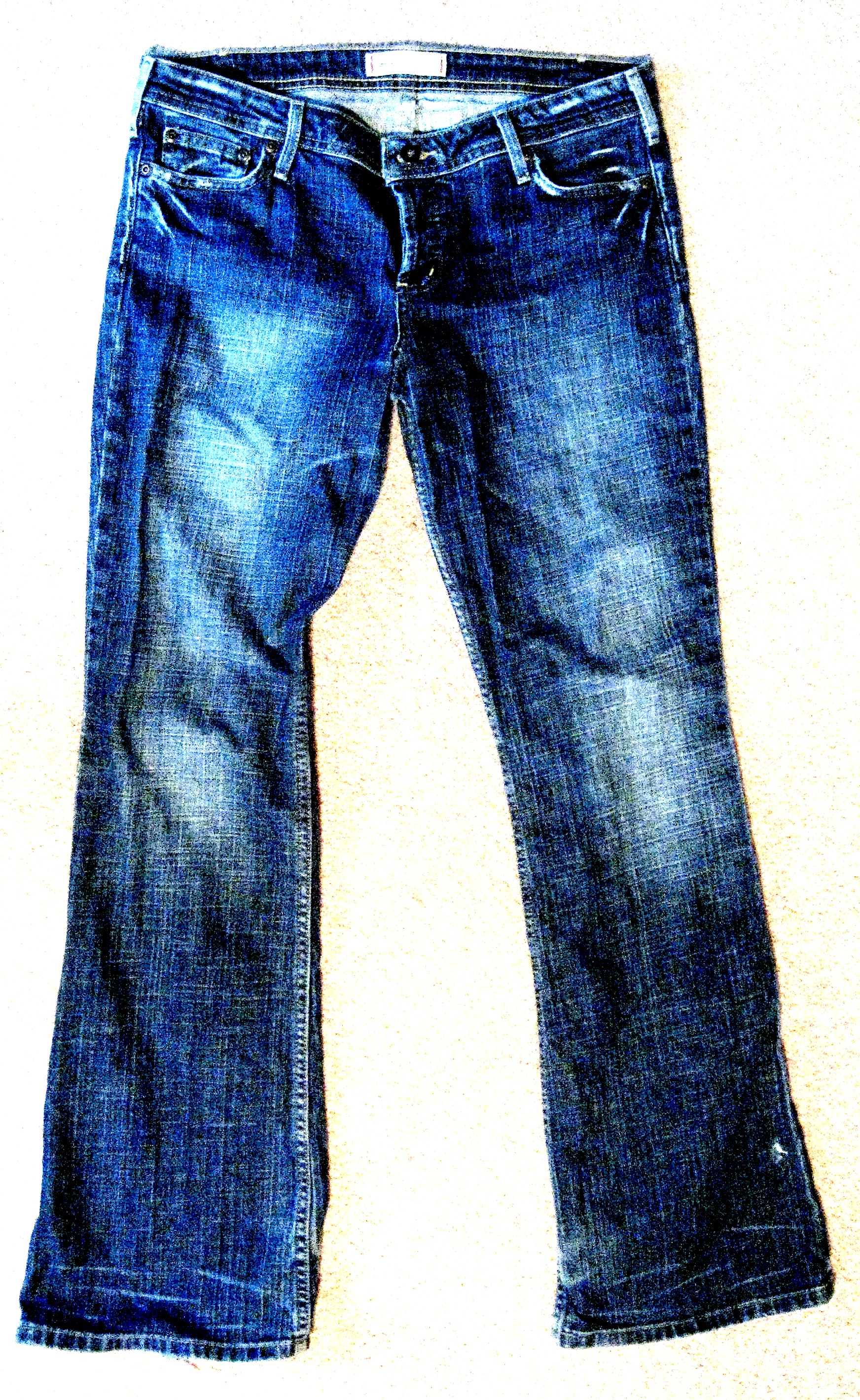
Bomber washed denim

### Barvení
Denim byl původně barven indigovým barvivem získaným z rostlin, často z rodu indigovník. V jižní Asii se indigové barvivo získávalo ze sušených a fermentovaných listů indigovníku pravého; to je rostlina, které se dnes říká „pravé indigo“ nebo „přírodní indigo“. V Evropě lze vysledovat použití borytu barvířského až do 8. století př. n. l., i když byl nakonec nahrazen indigovníkem pravým, který měl vyšší obsahem barviva. Většina denimu je však dnes barvena syntetickým indigovým barvivem. Ve všech případech podléhá příze opakovanému namáčení a oxidaci – čím více namáčení, tím silnější barva indiga.Barvení denimových tkanin se dělí do dvou kategorií: barvení indigem a barvení sírou. Při barvení indigem se vytváří modrá barva nebo odstíny modré. Barvení sírou vytváří černou barvu a další barvy, jako je červená, růžová, fialová, šedá, rezavá, hořčičná a zelená.

### Úprava denimu
Pro různé druhy mechanických a chemických úprav denimových tkanin se používá zejména v obchodě s jeansy řada přívlastků. V odborné literatuře se popisuje např.: Color nebo coloured denim, fineweave (denim z jemné příze), streaky (pruhovitý), stretch (elastický), scrubbed (škrábaný), bleached (bělený), stone washed (při praní třený pemzou), bomber washed denim, prewashed, mill washed, old blue washed a mnoho jiných.

## Změny vzhledu denimu
Džínovina, která nebyla po ušití již dále upravována praním, časem vybledne, což se v některých případech považuje za módní. Během procesu opotřebení obvykle dochází k vyblednutí těch částí, které jsou vystaveny největšímu namáhání. Nejčastěji se u džínů namáhá látka kolem kotníků, kolen a stehen.
Aby se usnadnil přirozený proces opotřebení, někteří lidé se zdrží praní svých džínů po dobu delší než šest měsíců. Většina denimu se vyrábí ze 100 % bavlny a pochází z různých zemí.

## Neobvyklé druhy denimu
- Textilní obchod nabízí různé varianty pletenin, které mají napodobit tkaný denim.

V roce 2013 byla zveřejněna studie o pokusném zhotovení zátažné pleteniny v chytové vazbě jako imitace denimu. Pletenina se dá použít na různé druhy oděvů.
- Podle Ilustrované encyklopedie (z roku 1995)[15] je denim „vlněná nebo směsová“ (tj. vlnařská tkanina) „tkanina“. V roce 2013 nabízí textilní obchod sporadicky tkaniny s označením „vlněný denim“ .[zdroj?] Rozsah výroby a způsob jejich zhotovení není veřejně známý.
- O těchto textiliích není známo, jestli jsou zahrnuty do shora zmíněné prodejní statistiky.

## Umění
Britský umělec Ian Berry pracuje pouze s džínovinou již více než deset let a po celém světě je proslulý svými fotorealistickými díly. V roce 2013 byl magazínem Art Business News vyhlášen jedním z 30 nejlepších umělců pod 30 let na světě. Mnoho lidí po celém světě využívá při své tvorbě denim, často na něj kreslí barvami na textil, či akrylovými barvami.

## Vozidla
Na počátku 70. let rostla popularita džínů a společnost American Motors, jeden z „nejkreativnějších výrobců aut té doby“, se nechala inspirovat. V roce 1983 nabízela výbavu interiéru automobilu v denimu značky Levi’s. Společnost American Motors měla za cíl nabízet módní interiéry svých aut a interiér v denimu značky Levi‘s byl navržen tak, aby oslovil mladé muže a ženy, kteří si libují v neformálním vzhledu aut a oblečení. Toto provedení bylo dostupné u automobilů Gremlin, Hornet a Pacer.
Ačkoliv interiér automobilu v denimu vypadá, jako by byl zhotoven z denimu, společnost American Motors použila materiál, který byl vyroben k napodobení džínoviny. To proto, že pravá džínová tkanina není pro automobily dostatečně pevná a nemůže projít bezpečnostními normami, které vyžadují odolnost vůči požáru. Měděné nýty byly pravé a konstrukce sedadla zahrnovala tradiční kontrastní stehy s nášivkami Levi‘s na předních sedadlech. Zákazník měl také možnost si nechat zhotovit unikátní polstrování dveří v denimu Levi’s se snímatelnými kapsami na mapy, a dokonce s nápisem Levi’s na předních blatnících.
Varianta interiéru Levi’s se prodávala za 135 dolarů, ale byla dostupná jen za 50 dolaru navíc, pokud byla objednána společně s variantou vzhledu „Gremlin X“. Čalounění interiéru Levi’s se stalo jedním z nejznámějších typů interiérů automobilu Gremlin.
V letech 1973 až 1975 v Evropě vyráběl Volkswagen automobil Jeans Beetle, který měl interiér v denimu. Tento koncept se opakoval u některých pozdějších modelů.